# Vélodrome de Saint-Denis
Le Vélodrome de Saint-Denis,  est un vélodrome non couvert implanté à Saint-Denis (Seine-Saint-Denis) où roulent chaque semaine les licenciés du CVD

## Histoire
Implanté sur un ancien terrain maraîcher au nord de Saint-Denis au lieu-dit Le Haut du Tartre. en limite de Pierrefitte-sur-Seine sur la route de Gonesse (actuelle avenue de Stalingrad), le vélodrome est construit à la fin des années 1920 par le Club vélocipédique Dionysien (CVD), club fondé en 1892 et dirigé à l'époque par François Le Bescond, président de la Compagnie des transports réunis de Saint-Denis et d’Aubervilliers. Le vélodrome est inauguré en juillet 1928, en présence des deux grands coureurs du CVD Lucien Michard, champion olympique de l'épreuve de vitesse en 1924 et Champion du monde de vitesse de 1927 à 1930, et Lucien Faucheux, vice-champion du monde en 1924 et 1928. Le club forme également Robert Oubron, cinq fois champion de France de cyclo-cross dans les années 1940. 
Le vélodrome est construit sur un terrain rectangulaire d’une superficie d’environ 9000 m². La Ville décide de prendre en charge cet équipement en sous-louant le terrain à la Société anonyme immobilière du Stade vélodrome. Le vélodrome devient municipal le 1er juillet 1933 tandis qu’un bail est signé l'année suivante pour une durée de douze ans. Il devient le siège de l’Office municipal des sports créé en 1934.
Clôturé par un mur et accessible par trois portes cochères, le vélodrome se compose d’une piste, implantée parallèlement à l’avenue de Stalingrad et entourée de divers bâtiments. L’entrée officielle se situe, comme à l’origine, dans l’angle coupé situé à l’ouest du vélodrome, ainsi que l’habitation du gardien et un bâtiment qui servait de café et salle de réunion. Dans le prolongement de ces constructions étaient placées les tribunes officielles, désignées ainsi en opposition avec les tribunes populaires, situées en face et aujourd’hui disparues. 
S’inspirant du Vélodrome d'Hiver construit à Paris en 1909, il est doté d’une piste de 250 mètres en ciment maintenant recouverte de résine. Au centre se déploie une pelouse accessible par un souterrain, construit également en béton armé, afin d’y accéder sans entraver les courses. Plusieurs bâtiments complètent le site : le quartier des coureurs au nord-est, composé de 28 cabines en bois et un groupe sanitaire construit à la fin des années 1950 par l’architecte Gaston Martin.
Dans les années 1960, divers projets sont étudiés comme l'aménagement en salle omnisports incluant la construction d’une patinoire couverte dans la partie centrale du vélodrome, mais aucun ne se concrétise, alors que parallèlement la ville construit le parc des sports Auguste-Delaune, inauguré en 1971.
Le vélodrome est protégé au titre du Plan Local d’Urbanisme.
Il accueille une course de vitesse internationale, le prix Émile Friol, la course de l’Espérance ou encore la finale du Grand Prix cycliste de L'Humanité, organisé de 1927 à 1979 par le quotidien L'Humanité. Le 13 avril 1988, Hervé Boussard y bat le record de France des 100 kilomètres en 2 h 24 min 4 s. Le Grand Prix International de Vitesse de Saint-Denis est une épreuve renommée,, à laquelle les médaillés aux Jeux Olympiques de Londres, Jason Kenny et Grégory Baugé ont participé, mais qui tombe en désuétude au début des années 2010 avec l'annulation des éditions 2011 et 2012 faute d'engagés. S'il est un des cinq vélodromes franciliens, sa piste pâtit de la comparaison avec le vélodrome de Saint-Quentin-en-Yvelines inauguré en 2014. De plus, l'anneau souffre de ne pas être couvert au contraire de ceux de Roubaix, Bordeaux ou Hyères. Déjà en 2003, la presse locale relève que le « vélodrome n'accueille aujourd'hui plus qu'une quinzaine d'épreuves par an. En 2003, les championnats d'Ile-de-France (mai) et le Grand Prix international (juin) rythmeront ainsi la saison. Bien loin des affluences du passé : en septembre 1951 Coppi, Bobet et Koblet avaient attiré près de 3 000 personnes ». Bien que les courses sur piste perdent en intérêt médiatique, celle du vélodrome municipal fait l’objet d’une rénovation complète en 2013 pour plus de 200 000 euros. En 2018, le vélodrome accueille la première manche de la Coupe de France Fenioux.

## Moyens d'accès
Le vélodrome est desservi par la ligne 13 du métro de Paris à la station Saint-Denis - Université.
Entrée au public par la petite porte grise au  43 Av. de Stalingrad, 93200 Saint-Denis